# Oscar Camenzind
Oscar Camenzind (ur. 12 września 1971 w Weggis) – były szwajcarski kolarz szosowy, mistrz świata z 1998 roku, czwarty zawodnik Giro d’Italia (1998).

## Początek kariery
Profesjonalną karierę Oscar Camenzind rozpoczął stosunkowo późno, bo dopiero w 25 roku życia tj. w sezonie 1996. Swój pierwszy zawodowy kontrakt podpisał z włoską ekipą Ceramica Panaria, a wcześniej aż pięć z sześciu sezonów spędzonych w gronie amatorów spędził w klubach z „włoskiego” kantonu w Szwajcarii – Ticino. W Panarii liderem był wówczas Rosjanin Pawieł Tonkow, lecz Camenzind nie wziął udziału w zwycięskim dla „Kozaka” Giro d’Italia 1996, a swój wieloetapowy debiut zaliczył dwa miesiące później na trasie Tour de France – w którym zresztą zajął dość wysokie, 36. miejsce. Pierwszy sezon wśród profesjonałów przyniósł mu cztery małe zwycięstwa odniesione wyłącznie na rodzimej ziemi z czego trzy etapowe w Grand Prix Wilhelm Tell.

## Przejście do Mapei
Zimą 1996/1997 Camenzind wraz z ośmioma kolegami (m.in. Tonkowem, Czechem Jánem Svoradą czy Polakiem, Zbigniewem Spruchem) przeszedł z Panarii do stale wzmacnianej supergrupy Mapei. Szwajcar pokazał, że jest zdolnym uczniem, bowiem już w sezonie 1997 okazał się najmocniejszym kolarzem na trasie Tour de Suisse. Jednak jeszcze tym razem nie dane mu było wygrać swego narodowego touru, bowiem na drugim etapie peleton odpuścił grupkę „harcowników” spośród, których najwięcej (i to aż 11:32) nad grupą zasadniczą nadrobił mało znany Francuz Christophe Agnolutto. Camenzind do wcześniej wygranego prologu dodał pewne zwycięstwo na trasie górskiego etapu do Davos, lecz do Agnolutto zabrakło mu ostatecznie 2:08. Niemniej zdołał zająć drugie miejsce w klasyfikacji generalnej wyścigu wyprzedzając m.in. Niemca Jana Ullricha. Miesiąc później na „Wielkiej Pętli” niepodzielnie rządził już Ullrich, lecz Camenzind jadący w koszulce mistrza Szwajcarii potwierdził swój rozwój dwunastym miejscem w klasyfikacji generalnej, będąc też bliskim etapowego sukcesu w Colmar, gdzie finiszował drugi za kompanem z 13-osobowej ucieczki Australijczykiem Neilem Stephensem.

## Najlepszy sezon
Najlepszym rokiem w karierze Oscara okazał się już trzeci sezon czyli 1998. Wiosną zajął on wysokie czwarte miejsce w Giro d’Italia za Włochami: Marco Pantanim i Giuseppe Guerinim oraz Tonkowem, któremu Camenzind musiał pomagać na trasie. W jeszcze lepszym stylu skończył on ów sezon, gdyż w październiku był praktycznie nie do pokonania. Najpierw 11 października w deszczowym wyścigu wywalczył po samotnej akcji na ostatnich kilometrach złoty medal na mistrzostwach świata w Valkenburgu, pokonując m.in. Belga Petera Van Petegema, Włocha Michele Bartoliego, rekonwalescenta z USA Lance’a Armstronga czy pechowego z powodu defektu faworyta gospodarzy Michaela Boogerda. Był to trzeci w historii szwajcarskiego kolarstwa złoty medal profesjonalnych mistrzostw świata na szosie, a pierwszy od sezonu 1951, gdy triumfował Ferdi Kübler. Po tym sukcesie Camenzind kontynuował pasmo zwycięstw i sześć dni później wygrał włoski klasyk Giro di Lombardia zamykający tradycyjnie cykl wyścigów o Puchar Świata. Tym razem najdłużej dotrzymał mu towarzystwa wspomniany wyżej Boogerd, którego Szwajcar zostawił w tyle dopiero na podjeździe Lago Colle Aperto niespełna 5 kilometrów przed metą w Bergamo.

## Przejście do Lampre
Ten sukces sprawił, iż z wielkiego Mapei przeszedł (jak się okazało na kolejne trzy sezony) do odradzającej się po trzech latach niebytu drużyny Lampre. Camenzind w tej ekipie miał być liderem na wyścigi etapowe i górzyste klasyki, zaś z myślą o innych celach jego śladem poszli też jeszcze Włoch Franco Ballerini oraz wspomniani już Spruch i Svorada. Pierwszy sezon w nowych barwach miał całkiem niezły – zajmował czołowe miejsca w szwajcarskich wyścigach wieloetapowych: Tour de Romandie i Tour de Suisse, czy górzystych klasykach takich jak: La Flèche Wallonne (Strzała Walońska) i Giro di Lombardia, lecz nie odnosił już tak spektakularnych zwycięstw jak sezon wcześniej. Jakkolwiek dni jego największej chwały już przeminęły, to w latach 2000-2001 nadal należało się z nim liczyć. W 2000 roku wygrał w końcu swój narodowy tour (Tour de Suisse) dystansując dwójkę Włochów z Fassa Bortolo: Dario Frigo i Wladimira Belli. Natomiast w następnym sezonie okazał się najmocniejszy na trasie najstarszego z klasyków czyli Liège-Bastogne-Liège rozgrywanego w belgijskich Ardenach. Na ostatniej prostej w Ans Camenzind najszybciej finiszował wówczas z 5-osobowej grupki mocnych kolarzy, w której byli też: Włosi Davide Rebellin i Francesco Casagrande, Bask David Etxebarria oraz niemający szczęścia do Szwajcara, Holender Boogerd.

## Przejście do Phonak i koniec kariery
Po sezonie 2001 bezdyskusyjnym wieloetapowym liderem Lampre stał się już jednak zwycięzca Giro d’Italia Włoch Gilberto Simoni, zaś Camenzind znalazł swe miejsce w grupie Phonak, która wtedy jeszcze miała szwajcarski (a nie hiszpański) „kręgosłup”, zaś były mistrz świata był najgłośniejszym nazwiskiem w gronie 24 kolarzy prowadzonych przez menadżera Ursa Freulera. Jednak blisko trzyletnie występy Camenzinda w biało-zielonych barwach Phonaku nie przyniosły wyników na miarę rozbudzonych wcześniejszymi sukcesami ambicji tego kolarza. Zwycięstwa na mało znaczącej niemieckiej etapówce w Saksonii czy drugie, trzecie miejsca we włoskich jednodniówkach (najcenniejsze w Giro di Lombardia 2002), to było wszystko czym potrafił się wykazać. Z profesjonalną szosą pożegnał się w niesławie. Wynik przeprowadzonego przed igrzyskami w Atenach w dniu 22 lipca 2004 roku przez Szwajcarski Komitet Olimpijski testu antydopingowego dał wynik pozytywny na obecność śladów EPO w jego organizmie. 33-letni Camenzind, którego czekała najprawdopodobniej 2-letnia dyskwalifikacja, przyznał się do winy, nie zażądał zbadania próbki „B” i na konferencji prasowej zwołanej na 10 sierpnia do Lucerny ogłosił zakończenie swej profesjonalnej kariery. Dla niego był to koniec przygody z zawodowym peletonem. Również dla drużyny Phonak był to początek szeregu „nieszczęść”, które doprowadziły do wstępnego wykluczenia jej z cyklu ProTour.

## Zestawienie najważniejszych zwycięstw
- 1997: 1. miejsce w Mistrzostwach Szwajcarii
- 1998: 2. miejsce w klasyfikacji generalnej Tour de Suisse + dwa wygrane etapy

1. miejsce w Mistrzostwach Świata ze startu wspólnego
1. miejsce w Giro di Lombardia
- 1999 wygrany etap na Tour de Suisse
- 2000 1. miejsce Tour de Suisse
- 2001 1. miejsce Liège-Bastogne-Liège

1 etap na Tour de Suisse
- Najwyższe miejsce w Rankingu UCI: 1998 – 10.
- Najwyższe miejsce w Pucharze Świata: 2001 – 7.